# Лав-Канал
Лав-Кана́л (англ. Love Canal) — район города Ниагара-Фолс в штате Нью-Йорк, США.
С 1942 года в течение десяти лет местность использовалась в качестве полигона по захоронению отходов химической промышленности. В 1953 году полигон был передан городу Ниагара-Фолс, администрация которого, не обладая никакой квалификацией, позволяющей правильно распоряжаться подобной собственностью, использовала его территорию для размещения школы и жилого района. Лав-Канал приобрёл свою печальную известность к концу 1970-х, когда жители узнали первоначальное назначение земли, на которой находились их дома. Связывая болезни своих детей с утечками токсичных веществ, жители организовали масштабное экологическое движение, которое в итоге заставило государство выкупить недвижимость и эвакуировать население.
Лав-Канал стал вехой в экологической политике США по обращению с химическими отходами, после которой была развернута специальная государственная программа по поиску и обезвреживанию подобных полигонов по всей стране. Новый закон имел обратную силу и обязывал нефтехимические компании компенсировать затраты на обезвреживание свалок, даже если они были заброшены или сменили собственника.

## История Лав-Канал
Своим романтическим названием (англ. love — любовь) Лав-Канал обязан предпринимателю Уильяму Т. Лаву, который в 1890-х планировал соединить верхнюю и нижнюю Ниагары рукотворным каналом и использовать его для работы гидроэлектростанции. Амбициозный проект Лава включал также и строительство образцового индустриального города на берегу Онтарио, для нужд которого и предназначалась электроэнергия. Проекту не суждено было сбыться. Кризис 1893 года отпугнул инвесторов, а прогресс в использовании переменного тока для передачи энергии на дальние расстояния сделал необязательным размещение потребителей и источника энергии в непосредственной близости друг от друга.
До того как в 1910 году проект был окончательно свернут, Лав успел лишь начать строительство канала на юго-восточной окраине города Ниагара-Фолс. Канал представлял собой траншею шириной 30 метров и длиной около километра, расположенную в пятистах метрах от берега Ниагары и протянувшуюся с юга на север. Котлован был затоплен и использовался местными жителями как место для отдыха.
В начале XX века химическая отрасль являлась основой промышленности округа Ниагара. Одно из многих предприятий округа, Hooker Chemical and Plastics Corporation выкупило землю с недостроенным каналом и использовало её для устройства полигона по захоронению химических отходов. С 1942 по 1953 на полигоне было захоронено более 21 000 тонн химических отходов, большую часть которых составляли: гексахлоран, бензилхлорид, сераорганические соединения, хлорбензол, нафталин, анилин, а также химический шлам и зола. Ниагара-Фолс также использовала полигон как свалку муниципальных отходов.
Такой небрежный по современным меркам способ захоронения, тем не менее был широко распространён с 40-х до 60-х годов XX века, о чём свидетельствуют более тысячи подобных полигонов попавших в дальнейшем в федеральную программу по их обезвреживанию. Строгое законодательство по обращению с отходами отсутствовало, однако знания об опасности многих химических веществ были доступны, так же как и некоторые промышленные методы их нейтрализации. При утилизации отходов весьма малое внимание уделялось проблеме долговременного контроля и присмотра над захоронениями.
При организации полигона Hooker Chemical сделало довольно мало для его безопасного функционирования даже по меркам того времени. По свидетельствам очевидцев, в 1946 году в неиспользовавшихся затопленных секциях канала купались местные дети, тогда как соседняя секция уже заполнялась бочками с отходами. Ко времени консервации захоронения его состояние также было далеко от идеального. Проведённый в 1953 году отбор керна показал как наличие высокого уровня грунтовых вод, так и илисто-песчаный состав насыпи, накрывающей полигон. Подобные условия не могли обеспечить надёжную изоляцию опасного содержимого.
В апреле 1953 года участок с полигоном, к тому времени практически исчерпавший свои возможности по захоронению, был продан за символический один доллар муниципалитету Ниагара-Фолс, который остро нуждался в новых территориях. Передача полигона городу означала окончательную потерю контроля над содержимым захоронения. Администрация муниципалитета не обладала никакой квалификацией чтобы адекватно распоряжаться новой собственностью. С позиций Hooker Chemical даже бесплатная передача собственности несла свои выгоды. Полигон был почти заполнен и городская застройка неизбежно окружала его территорию. В таких условиях содержание захоронения быстро становилось обузой. В итоге компания просто подарила городу полигон, указав в договоре передачи бывшее назначение земли и сняв с себя всю ответственность за её дальнейшее использование. Такой позиции компания придерживалась и в дальнейшем. Так, когда при строительстве рабочие натыкались на бочки с отходами, Hooker Chemical лишь давала общие рекомендации, оставляя принятие решений за муниципалитетом, всячески дистанцируясь от своей бывшей собственности.
Во время беби-бума население Ниагара-Фолс достигло 100 000 жителей, и расширявшийся город с 1954 по 1972 годы застроил бывший канал, разместив на нём начальную школу и несколько улиц домов, непосредственно примыкавших к полигону. Населённый преимущественно молодыми семьями, Лав-канал считался одним из лучших районов в Ниагара-Фолс, и лишь 3 % жилой площади в нём оставалось вакантно. В 1978 году непосредственно у границ полигона проживало 230 взрослых и 134 детей, а школу посещало 410 учеников.

## Экологический кризис

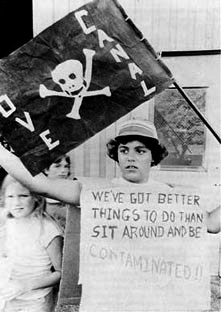
Один из жителей Лав-Канал во время протестной акции. Надпись на плакате: «У нас есть дела поважнее чем сидеть здесь и подвергаться загрязнению».

До 1976 года жителями эпизодически отмечались неприятные запахи, следы химических веществ, и даже небольшие возгорания. Небывалое количество осадков зимой с 1976 на 1977 год привело к повышению уровня грунтовых вод и вытеснению химических загрязнений на поверхность прямо во дворах домов. Продолжающиеся жалобы населения в конце концов вынудили представителей власти начать в 1977 году ряд проверок, первые из которых носили технический характер. Полевые и лабораторные исследования сразу же подтвердили факт миграции опасных веществ за границы полигона.
С весны 1978 года проблема Лав-Канал вышла за пределы Ниагара-Фолс, и к её решению подключились департамент здравоохранения штата Нью-Йорк, а затем и федеральное агентство по защите окружающей среды. Силами ведомств было собрано множество проб воздуха и почвы, а также проведено эпидемиологическое исследование здоровья населения. В пробах было обнаружено 82 химиката включая трихлорэтилен и бензол, а опрос жителей выявил повышенное число случаев выкидышей и фактов рождения детей с дефектами. Полученные результаты привели к тому, что второго августа 1978 года наступил переломный момент в истории Лав-Канал, когда властями штата было объявлено чрезвычайное положение в области здравоохранения. Первым следствием из этого стала эвакуация из района беременных женщин и детей возрастом до 2-х лет, что затронуло около 20 семей, проживающих в непосредственно примыкающих к полигону домах. Естественно, по мнению остальных жителей района это была явно недостаточная мера.
После объявления чрезвычайного положения жизнь в Лав-Канал окончательно преобразилась, превратив район в поле битвы с участием работников здравоохранения, политиков, репортёров и местных жителей. Ниагара-Фолс привлек внимание крупных СМИ своим интригующим сюжетом, в котором внешне идеальная жизнь пригородного района, расположенного вблизи всемирно известного ниагарского водопада, преследовалась похороненным прошлым.
Правительство оказалось в затруднительном положении. С подобными ситуациями никто не сталкивался ранее, само понятие чрезвычайного положения относилось только к природным катаклизмам и никаких законов, регулирующих порядок действий при техногенной катастрофе, не было. Отсутствовали и нормы по допустимому содержанию в жилых домах многих из тех химических веществ, что были обнаружены в Лав-Канал. Даже международное общество экологической эпидемиологии, изучающее вопросы воздействия химических токсинов на население, было основано лишь в 1987 году. Не видя иного способа финансово обеспечить проведение масштабных работ по обезвреживанию захоронения и эвакуации жителей, уже седьмого августа президент США Джимми Картер объявил чрезвычайное положение на национальном уровне. Этим самым была гарантирована финансовая поддержка со стороны федерального правительства. Впервые в истории США средства федерального бюджета были направлены на ликвидацию техногенного, а не природного бедствия. Однако и в этом случае помощь оказывалась не всему району, а двумстам сорока семьям, проживавшим в домах, расположенных в непосредственной близости от бывшего полигона. Эта недвижимость была выкуплена государством, а затем снесена.

## Гражданский активизм и отселение района
Экологический кризис в Лав-Канал оказался неотделим от гражданского активизма. Лидером активистов стала Лоис Гиббс, сумевшая организовать жителей района в сплочённое движение, которое смогло оказывать постоянное давление на власти в течение всего кризиса. Гиббс со своей семьёй поселилась в Лав-Канал в 1972 году и не интересовалась историей токсичной свалки до тех пор, пока её сын не стал ходить в школу 99-й улицы, которая стояла прямо на захоронении. Мальчик оказался подвержен сразу нескольким болезням от высыпаний на коже до эпилепсии, которые не наблюдались ранее в истории их семьи. Узнав историю земли на которой находилась школа, Гиббс попыталась перевести сына в другое образовательное учреждение. Школьный директор не усмотрел причин для этого, и никакие медицинские справки не смогли его переубедить. Придя к выводу о том, что в одиночку невозможно противостоять официальным лицам, Гиббс начала обход от дома к дому, обращая внимание жителей на экологические проблемы их района.
Организованная таким образом «Ассоциация домовладельцев Лав-Канал» впервые официально заявила о себе в августе 1978 года подав в суд на Hooker Chemical, Ниагара-Фолс и федеральное правительство. Жители требовали эвакуации всего района и признания ситуации экологическим бедствием. Как и многие подобные движения, они подвергались как критике со стороны властей, так и непониманию со стороны общества. Пресса первоначально не проявляла большой симпатии к движению, полагая, что жителям было бы проще уехать из неблагополучного района нежели затевать освещаемую на всю страну тяжбу с правительством. Но владельцы домов в Лав-Канал считали своё положение безвыходным: недвижимость, расположенную рядом с токсичной свалкой, было практически невозможно продать, а расходы на переезд и ипотеку ложились тяжким бременем на семьи.
После августовской эвакуации жизнь района так и не смогла вернуться в привычное русло. На закрытой и огороженной территории, где раньше стояла школа и частные дома, начались работы по рекультивации полигона. Некоторые рабочие были в защитных костюмах и масках, а на ближайшей улице постоянно находилось несколько автобусов, готовых в случае аварии эвакуировать людей. Наблюдая такую картину, жители не чувствовали себя в безопасности. В конце 1978 года в районе были обнаружены следы опаснейшего яда — 2,3,7,8-тетрахлородибензодиоксина. А в феврале 1979 официальные лица штата рекомендовали временную эвакуацию для беременных женщин и детей в возрасте до двух лет, по крайней мере до завершения рекультивационных работ на полигоне.
Весь 1979 год активисты вели свою борьбу, организовывая митинги, составляя официальные письма и встречаясь с представителями власти. К началу 1980 года они уже стали подавать себя не просто как группу обеспокоенных граждан, но как серьёзное экологическое движение символом которого стал Лав-Канал. Гиббс со своими сторонниками даже смогла организовать некое народное исследование здоровья жителей, накладывая на карту случаи выкидышей и болезней. Несмотря на то, что его результаты в последующем подверглись критике, исследование привлекло дополнительное внимание к экологическим проблемам заброшенных свалок. По прошествии более года после частичной эвакуации казалось, что никакого продвижения в вопросе отселения не предвидится, и действия активистов начали принимать радикальный характер. Так 19 мая 1980 года, разгневанные результатами хромосомного теста жители задержали пришедших на митинг представителей агентства по охране окружающей среды и удерживали «заложников» вплоть до весьма мрачного звонка из ФБР.
Напряжённая ситуация в Лав-Канал внезапно разрешилась, когда 21 мая перед надвигавшимися президентскими выборами Картер подписал указ, объявляющий уже второе чрезвычайное положение и гарантировавший выкуп остававшихся 550 частных домов. Завязшая в бюрократических формальностях процедура затянулась до 1982 года, когда практически все жители покинули район. Всего в зоне отселения оказалось более 800 частных домов и около 500 квартир в комплексе социального жилья.

## Восстановление Лав-Канал
В первую очередь необходимо было обезопасить местность от дальнейшего распространения токсичных веществ. Радикальное перезахоронение содержимого полигона было признано нецелесообразным. Даже простая транспортировка отходов на новое место требовала серьёзной подготовки и множества мер безопасности. С другой стороны, немногие действующие полигоны соответствовали обновлённым требованиям по захоронению диоксина и согласились бы принять к себе отходы Лав-Канал.
С октября 1978 по декабрь 1979 года был выполнен комплекс первоочередных мероприятий, направленных на ограничение миграции вредных веществ за границы полигона. По периметру захоронения на глубине семи метров был проложен дренажный канал, а над полигоном устроено покрытие из метрового слоя глины. Насыпь и дренажный канал существенно ограничили поступление грунтовых, ливневых и талых вод к содержимому полигона. Все возникающие загрязнённые стоки собирались в дренажном канале и далее через систему камер подавались на сооружённую поблизости станцию очистки. После прохождения через механические и угольные фильтры очищенные воды сливались в городскую канализацию откуда в конечном итоге поступали на очистные сооружения Ниагара-Фолс.
В 1985 году покрытие над полигоном было улучшено: добавлен слой миллиметровой полиэтиленовой плёнки и 45-сантиметровый слой почвы. Площадь закрытой и огороженной территории составила 28 гектаров из которых защитным покрытием было занято 16 га.
За время существования полигона местность вокруг него подверглась загрязнению опасными химическими веществами, основными путями миграции которых оказались сети ливневой и бытовой канализации, позволившие загрязнениям распространиться по-всему району. Эти загрязнения были обнаружены и в донных отложениях близлежащих ручьев Бергольц-Крик и Блэк-Крик. В период с 1986 по 1989 годы были проведены работы по промывке и очистке как сетей канализации так и сбору загрязнённых наносов из ручьев. Собранные отложения после осушки были упакованы и большая часть их захоронена на одном из полигонов в штате Юта без какой-либо обработки. Другая, меньшая, часть отходов подверглась сжиганию и захоронению полученной золы на полигонах в штатах Юта и Техас. Последняя такая партия была утилизирована в 2000 году. Иным образом поступили с грунтом собранным на территории школы 93 улицы: он был использован для заполнения насыпи другого близлежащего полигона Hooker Chemical. Хотя школа стояла на некотором удалении от полигона, земля под ней была загрязнена ещё при её строительстве и здание пришлось снести. На месте школы устроен небольшой общественный стадион.
Территория бывшего полигона теперь представляет собой инженерную систему, требующую присмотра и контроля. Так, например, за 2016 год станцией очистки было обработано около 12 000 кубометров стоков. Кроме того периодически проводится экологическое обследование всего района, чтобы убедиться в отсутствии миграции вредных веществ в окружающую среду.
Вопрос о повторном заселении района был актуален для Ниагара-Фолс со времени эвакуации Лав-Канал. Город испытывал недостаток в жителях и соответственно налоговых отчислениях. К 1990 году население Ниагара-Фолс составляло примерно половину от количества жителей в середине столетия. Лав-Канал же являлся весьма привлекательным пригородом благодаря своему расположению.
Проведённые после рекультивации полигона исследования показали, что содержание наиболее опасных веществ в пробах стало ниже условных пределов, принятых в качестве критериев допустимости заселения района. А сравнение Лав-Канал с другими промышленными регионами востока США не выявило каких-либо драматических отличий в экологической обстановке.
В 1990 году зоны западнее и севернее полигона были официально признаны безопасными для жительства. Район севернее Колвин-Бульвар состоял из частных домов, тогда как в западной области располагался многоквартирный комплекс Ла-Саль. Эта собственность была выкуплена за государственный счёт и пустовала со времени эвакуации. Учитывая ограниченность бюджета, средства по подготовке собственности к продаже было решено сконцентрировать на северной части Лав-Канал, которая получила новое название Блэк-Крик-Вилладж. Комплекс Ла-Саль, находившийся в неудовлетворительном техническом состоянии, был снесён и земля освобождена для возможных инвестиций. В общей сложности 260 домов после ремонта были успешно проданы новым владельцам. Земли восточнее огороженной территории не вполне соответствовали критериям, допускающим неограниченное проживание, однако их было разрешено использовать для коммерческой и промышленной деятельности.
По мнению новых жителей, проблема Лав-Канал, несмотря на все усилия, не решена окончательно. В 2011 году прошлое вновь напомнило о себе, когда при земляных работах за пределами закрытой зоны, был обнаружен загрязнённый химикатами участок канала. По заверениям властей, находка несла в себе историческое загрязнение и не ставила под сомнение эффективность мер по изоляции полигона.

## Влияние на здоровье
| Наиболее опасные вещества, обнаруженные в Лав-Канал и их воздействие на организм | Наиболее опасные вещества, обнаруженные в Лав-Канал и их воздействие на организм | Наиболее опасные вещества, обнаруженные в Лав-Канал и их воздействие на организм                                          | Наиболее опасные вещества, обнаруженные в Лав-Канал и их воздействие на организм |
| Вещество                                                                         | Кратковременное воздействие (острый эффект)                                      | Длительное воздействие (хронический эффект)                                                                               |                                                                                  |
| -------------------------------------------------------------------------------- | -------------------------------------------------------------------------------- | --- | -------------------------------------------------------------------------------- |
| Бензальдегид                                                                     | аллергические реакции                                                            | — |                                                                                  |
| Бензол                                                                           | Наркоз, раздражение кожи                                                         | лейкемия, анемия, панцитопения, лимфома (возможно)                                                                        |                                                                                  |
| Бензойная кислота                                                                | раздражение кожи                                                                 | — |                                                                                  |
| Тетрахлорметан                                                                   | наркоз, гепатит, почечная недостаточность                                        | опухоли печени (возможно)                                                                                                 |                                                                                  |
| Хлороформ                                                                        | наркоз, раздражение кожи, респираторные нарушения, расстройства ЖКТ              | — |                                                                                  |
| Дибромэтан                                                                       | раздражение кожи                                                                 | — |                                                                                  |
| Диоксин                                                                          | хлоракне (заболевание кожи)                                                      | расстройства нервной системы, расстройства психики, онкологические заболевания, дисфункция печени, самопроизвольный аборт |                                                                                  |
| Гексахлоран                                                                      | конвульсии, малокровие                                                           | — |                                                                                  |
| Дихлорметан                                                                      | анестезия                                                                        | респираторные нарушения, смерть                                                                                           |                                                                                  |
| Трихлорэтилен                                                                    | угнетение нервной системы, раздражение кожи, повреждение печени                  | паралич пальцев, остановка сердца, нарушение зрения, глухота                                                              |                                                                                  |
| Толуол                                                                           | наркоз                                                                           | анемия (возможно), лейкопения (возможно)                                                                                  |                                                                                  |

Известно, что часть химикатов из содержимого полигона при попадании в организм может вызвать серьёзные заболевания. Исследования, проведённые в период отселения с 1978 по 1982 годы, ставили своей целью обнаружить следы наиболее вероятных последствий воздействия токсинов, таких как нарушения беременности, функций печени, респираторные заболевания, двигательные нарушения, болезни кожи и случаи рака. Для этого было проведено более 11 000 опросов жителей района, их лечащих врачей и представителей контрольных групп, а также собрано около 4000 образцов крови. Результаты этих исследований оказались во многом неоднозначными и противоречивыми. Так в одних работах исследователи обнаружили хромосомные нарушения у небольшой группы жителей, более же поздний анализ опроверг эти выводы. Неоднозначность была обусловлена в одних случаях неточностями при анкетировании, которое полагалось на воспоминания жителей, в других малым количеством обследованных, неадекватно выбранными контрольными группами для сравнения или игнорированием искажающих факторов таких как вредные привычки. Общая неопределённость заключалась в том насколько же конкретные обследуемые были подвергнуты воздействию токсинов.
В 1996 году стартовало новое масштабное исследование, призванное оценить состояние здоровья жителей Лав-Канал со времени объявления чрезвычайной ситуации. Для этого пришлось отследить архивные медицинские записи более чем 6000 бывших жителей за период с 1978 по 1996 годы. Общая смертность оказалась сравнимой с контрольными группами из населения штата Нью-Йорк. Однако среди причин смерти характерными для Лав-Канал оказались сердечные приступы, самоубийства и дорожные происшествия. Риски онкологических заболеваний в целом соответствовали средним по штату. Самые явные отклонения касались осложнений при беременности и болезней новорождённых. Риск выкидышей и рождения детей с дефектами оказался выше ожидаемого почти в два раза. Также соотношение полов среди новорождённых было смещено в сторону рождения девочек. Подобный эффект наблюдался при аварии в итальянском городе Севезо, жители которого подверглись воздействию диоксина. Отклонения при беременности оказались наиболее характерны для матерей в период проживания в Лав-Канал.
Исследование, окончательные результаты которого были опубликованы в 2011 году, подверглось критике общественных активистов. Основная претензия сводилась к тому, что результаты работы недостаточно полно выявили вред от проживания в районе полигона. В частности период с 1942 по 1978 годы был охвачен лишь частично, так как официальные медицинские базы данных стали систематически вестись лишь к концу 1970-х годов. В любом случае, как признавалось и самими исследователями, подводить окончательную оценку последствий для здоровья населения было бы преждевременно. Многие заболевания могут проявиться через десятки лет после воздействия токсинов на человека.

## Суперфонд
Ситуация в Лав-Канал оказалась первой в своём роде, но далеко не единственной. Стремительное развитие промышленности оставило после себя тысячи бесхозных свалок, разбросанных по всей стране. Попыткой законодательного регулирования в этой области стало принятие 11 декабря 1980 года «Акта об охране окружающей среды, компенсации и ответственности», также известного как Суперфонд. В основу закона был положен принцип «платит виновник загрязнения», что подразумевало процедуру нахождения и установления ответственного за захоронение и характеризовало ретроактивную природу закона. Если виновник не был установлен или не мог финансово обеспечить обезвреживание захоронения, то государство управляло рекультивацией самостоятельно. Для этого предусматривалось финансирование, которое изначально на 89 % состояло из специального налога, собираемого с компаний нефтехимической отрасли. В случае Лав-Канал судебное разбирательство с Hooker Chemical (известное теперь как Occidental Chemical Corporation) завершилось подписанием мирового соглашения в 1994 году, по-которому компания обязалась возместить 98 млн долларов, потраченных на рекультивацию полигона.
Агентство по охране окружающей среды США в рамках программы Суперфонда составило список Национального Приоритета, который включил в себя наиболее опасные для экологической обстановки захоронения. По состоянию на 2018 год список содержал в себе 1341 площадку, на 1261 из которых были проведены значительные рекультивационные работы. За историю существования закона 399 объектов были удалены из списка. Лав-Канал, занимавший позицию номер один, был исключён из него в сентябре 2004 года.
Несмотря на своё название, Суперфонд страдал от хронического недофинансирования. Уже в 1980-х после своего прихода в Белый Дом республиканское правительство Рейгана проводило политику поддержки промышленности, что привело к снижению государственного давления на компании, и кроме того к экономии на самом Суперфонде. В 1995 году специальный налог на нефтехимическую отрасль не был продлён Конгрессом США и финансирование работ на объектах Суперфонда обеспечивалось лишь налогоплательщиками и виновниками конкретных случаев загрязнения.